# Proceso de paz en Centroamérica

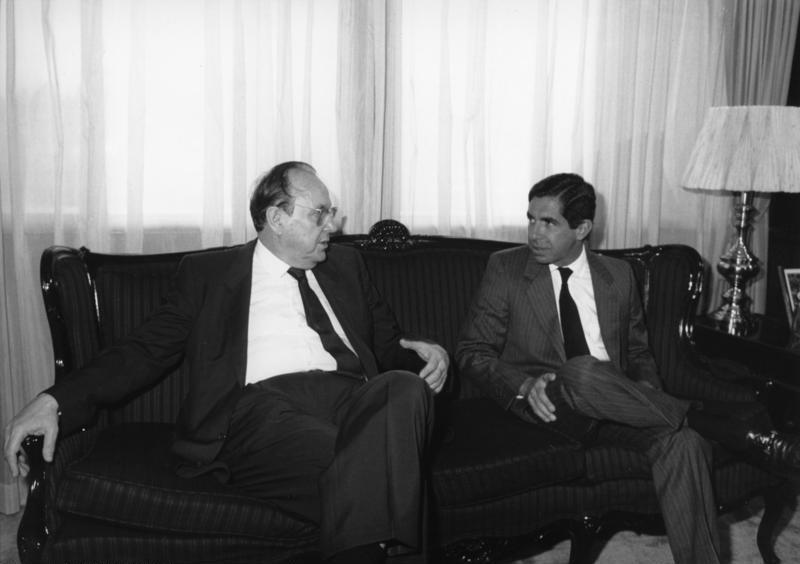
El Ministro Federal de Relaciones Exteriores Aleman Genscher (izquierda) conversa con el presidente de la República de Costa Rica, Dr. Óscar Arias Sánchez, en el despacho presidencial. En esfuerzo por lograr la democracia y la Paz en la Centroamérica.

Se conoce como proceso de paz en Centroamérica a una serie de negociaciones diplomáticas y políticas impulsadas por Costa Rica que llevaron al final de las guerras civiles que asolaron los países de El Salvador, Nicaragua y Guatemala. El proceso inició con la firma del Acuerdo de Esquipulas en la ciudad guatemalteca del mismo nombre, y logró la pacificación de la región.

## Antecedentes
Durante los años setenta y ochenta la región centroamericana se había encontrado ensangrentada en su mayor parte por distintos conflictos internos principalmente entre gobiernos autoritarios y milicias paramilitares de corte conservador y anticomunista contra grupos insurgentes rebeldes en su mayoría de izquierda. Todo esto en medio de un escenario de la Guerra Fría y las luchas geopolíticas entre los Estados Unidos y la Unión Soviética, lo cual dejó miles de muertos, violaciones a los Derechos Humanos y crisis humanitarias. Los principales de estos fueron:
- Nicaragua tras el triunfo de la Revolución sandinista que llevó al Frente Sandinista de Liberación Nacional al poder, de tendencia socialista y prontamente aliado a la URSS y Cuba, se enfrentó a una fuerza insurgente opositora conocida como Contras que estaban auspiciados por los Estados Unidos bajo la conservadora administración del republicano Ronald Reagan.[1]

- El Salvador sumido en una guerra civil, que se enfrentaba el gobierno derechista en el poder contra las fuerzas revolucionarias unificadas dentro del Frente Farabundo Martí para la Liberación Nacional.[1]

- Guatemala, sumida en una guerra civil similar a la de El Salvador aunque iniciada mucho antes (en los años sesenta) entre el gobierno guatemalteco y grupos paramilitares de extrema derecha como el Movimiento de Liberación Nacional y las Patrullas de Autodefensa Civil contra guerrillas insurgentes agrupadas en la Unidad Revolucionaria Nacional Guatemalteca.[1]

- Honduras que no se encontraba en guerra civil pero cuyo gobierno autoritario aliado a Washington era acusado de represión política contra disidentes.[1]

Ante esta volátil situación empeorada por las condiciones internacionales y el hecho de que la administración Reagan apoyaba gobiernos y fuerzas paramilitares muy violentas al tiempo que Moscú (en menor grado) y Managua hacían lo mismo con las guerrillas revolucionarias, los diversos bandos y fuerzas combatientes se apoyaban mutuamente según afinidad ideológica ensangrentando aún más la zona.

## La posición de Costa Rica
Costa Rica fue el único país de Centroamérica que no se encontraba en una situación de violencia. Los gobiernos eran todos electos democráticamente y solían ser de centroizquierda o centroderecha, la oposición (incluidos los partidos de izquierda) era legal y no sufría represión política, además de que no contaba con fuerzas armadas desde 1949 ni había tenido golpes de estado o interrupciones del orden constitucional desde 1948. Tampoco había tenido gobiernos militares en todo el siglo XX.
No obstante el país no estaba del todo exento del conflicto. Los gobiernos costarricenses según su afinidad ideológica podían ser aliados de algunos bandos en la guerra de la vecina Nicaragua. Así, por ejemplo, el presidente Rodrigo Carazo (1978-1982) de tendencias izquierdistas permitió a los sandinistas operar en el norte del país en la lucha contra las fuerzas de Somoza, mientras que su sucesor Luis Alberto Monge (1982-1985) de posturas anticomunistas hizo lo contrario y permitió a la Contra operar en territorio nacional. Esto empezó a desestabilizar al país e incluso causó la muerte de elementos de la Fuerza Pública. Muchos costarricenses temieron que el conflicto bélico en Centroamérica podía extenderse a Costa Rica, país que tenía décadas de no conocer la guerra. 
Entonces se presenta la candidatura de Óscar Arias por el Partido Liberación Nacional, mismo al que pertenecía Monge pero siendo Arias crítico de la postura belicista de éste, y una de sus promesas de campaña fue pacificar Centroamérica. Arias gana la presidencia e inicia el largo y difícil proceso de negociaciones de paz con todos los sectores enfrentados y con todos los presidentes de Centroamérica, incluyendo Daniel Ortega quien en aquel momento era visto por Washington y Londres como un dictador marxista.

## La oposición estadounidense
Según denuncia el propio Arias, la administración Reagan estaba decidida a derrocar por la violencia al gobierno sandinista y continuaba financiando los grupos de extrema derecha, tanto cuando era oposición como en Nicaragua como cuando eran pro-gobierno como en El Salvador, Honduras y Guatemala. Arias denunció haberse enfrentado a una oposición diplomática de Washington que no deseaba un tratado de paz que permitiera la salida diplomática del conflicto ni que el mandato de Ortega fuese legitimado.
No obstante la administración Reagan tenía sus propios problemas internos para cumplir estos propósitos como el destape del escándalo Irán-Contras (la venta de armas por parte de la CIA a Irán, enemigo de Estados Unidos, para financiar a los Contras) y la oposición demócrata en el Congreso que adversaba la política de Reagan de azuzar la guerra en Centroamérica y buscaba sacar a Estados Unidos de su involucramiento en la región. 
Finalmente y tras varias reuniones previas entre cancilleras y visitas oficiales fue posible reunir a los presidentes Vinicio Cerezo de Guatemala, José Napoleón Duarte de El Salvador, José Azcona del Hoyo de Honduras, Daniel Ortega de Nicaragua y Óscar Arias de Costa Rica quienes finalmente y tras largas faenas de negociación suscribieron una serie de acuerdos conocidos como los Acuerdos de Esquipulas.

## Consecuencias
El proceso de paz logró poner fin a los cruentos conflictos, si bien el proceso de desarme de los grupos combatientes tomó tiempo así como la efectiva democratización de la región. 
Las distintas guerrillas insurgentes se convirtieron en partidos políticos legales en sus países para participar en elecciones libres; el FSLN, el FMLN, la URNG y la Unificación Democrática de Honduras todos se convirtieron en partidos políticos, incluso llegando al poder por medios democráticos los dos primeros algunas décadas después. Tanto los paramilitares como los grupos revolucionarios fueron desmovilizados. 
Se realizaron elecciones democráticas en todos estos países, incluyendo Nicaragua donde la oposición al sandinismo obtuvo la victoria de su candidata Violeta Chamorro frente a Daniel Ortega quien entregó el poder pacíficamente, si bien volvería a obtener la presidencia en el futuro. 
Óscar Arias se convirtió en acreedor del Premio Nobel de la Paz por su impulso a la iniciativa de paz. 
También se creó el Parlamento Centroamericano, aunque al mismo no pertenece Costa Rica.